# Command & Conquer: Generals
Command & Conquer: Generals là trò chơi điện tử chiến thuật thời gian thực trong loạt game Command & Conquer. Trò chơi này sử dụng engine SAGE (Strategy Action Game Engine) là bản mở rộng engine 3D của Command & Conquer: Renegade. Trò chơi được phát hành cho hệ điều hành Microsoft Windows vào năm 2003 và phiên bản dành cho hệ điều hành Mac OS được phát hành vào năm 2004, đánh dấu sự trở lại của series Command & Conquer trên hệ điều hành này. Bản mở rộng mang tên Command & Conquer: Generals – Zero Hour, đã được phát hành cho PC vào năm 2003, và cho Mac OS trong năm 2005.

## Cốt truyện
Generals diễn ra trong tương lai gần, với việc người chơi có thể lựa chọn trong ba phe phái để chơi. Trong Generals, Mỹ và Trung Quốc là hai siêu cường trên thế giới, và là những mục tiêu tấn công của Global Liberation Army hay còn gọi là GLA, một tổ chức khủng bố hoạt động như một lực lượng cuồng tín bán quân sự. Mỹ và Trung Quốc được mô tả như là đồng minh, và thường xuyên hợp tác với nhau trong suốt cốt truyện chống lại Global Liberation Army, được mô tả như một tổ chức không biên giới có mặt ở khắp nơi. Cả ba phe tham gia vào một cuộc chiến tranh tương tự như cuộc chiến chống khủng bố ngoài đời thực.
Người chơi có thể chơi của ba phe theo thứ tự bất kỳ, với chiến dịch của mỗi bên bao gồm 7 nhiệm vụ. Cốt truyện diễn ra bắt đầu bởi Trung Quốc trước, sau đó là GLA, và cuối cùng là Mỹ. Theo đó, Trung Quốc trả đũa cuộc tấn công hạt nhân GLA tàn phá Bắc Kinh, phá hủy đập Tam Hiệp, sử dụng kho vũ khí hạt nhân của Trung Quốc và cuối cùng hoàn toàn nghiền nát lực lượng GLA hoạt động ở bờ biển Thái Bình Dương. Chiến dịch GLA sau đó bắt đầu, với việc tổ chức cố gắng phục hồi từ thất bại trong tay người Trung Quốc bằng cách gây quỹ và xúi giục các cuộc tấn công chống lại Mỹ và Trung Quốc với đỉnh cao cuối cùng là đánh chiếm sân bay vũ trụ Baikonur và bắn tên lửa Soyuz mang đầu đạn sinh học vào một thành phố không tên. Tại thời điểm này chiến dịch Mỹ bắt đầu trong đó phe này tấn công GLA trên nhiều địa phương, bao gồm Baghdad và biển Caspian, trước khi đánh bại đánh bại một viên tướng Trung Quốc nổi loạn hỗ trợ GLA và tiêu diệt căn cứ hoạt động của họ ở thủ đô Astana của Kazakhstan.
Câu chuyện của Generals được tiếp tục trong bản mở rộng Command & Conquer: Generals – Zero Hour theo đó Hoa Kỳ chiếm lại Baikonur, GLA tấn công bờ Tây nước Mỹ, dẫn đến cuộc rút lui của các lực lượng Mỹ ở Châu Âu, tiếp theo là cuộc xâm lược của GLA vào châu Âu, và cuối cùng là Trung Quốc đánh bại GLA và nắm bắt cơ hội để nổi lên như một siêu cường.

## Cách chơi
Command & Conquer: Generals hoạt động giống như các trò chơi chiến lược thời gian thực khác, trong đó người chơi phải xây dựng một căn cứ, thu thập tài nguyên, xây dựng các đơn vị chiến đấu và hỗ trợ, cuối cùng đánh bại đối thủ của họ. Các loại đơn vị khác nhau có thể được xây dựng từ bộ binh đến các phương tiện chiến đấu và các đơn vị không quân. Người chơi có thể điều khiển Mỹ, Cộng hòa Nhân dân Trung Hoa, hay Global Liberation Army và mỗi bên lại có những nét đặc trưng và khả năng độc đáo. Tất cả các bên chia sẻ một số điểm tương tự nhau, chẳng hạn như bộ binh được huấn luyện tại một doanh trại, xây dựng xe bọc thép tại nhà máy, sở hữu các tòa nhà "công nghệ cao" cần thiết để sản xuất các đơn vị tiên tiến và sở hữu một siêu vũ khí duy nhất.
Giao diện của game tương tự như một số trò chơi chiến thuật thời gian thực như Age of Empires hay StarCraft. Người chơi lựa chọn xây dựng các tòa nhà và nâng cấp, và có thể lựa chọn đơn vị để kích hoạt khả năng đặc biệt của họ. Các công trình được xây dựng bởi các đơn vị xây dựng chuyên dụng và có thể xây dựng công trình ở bất cứ nơi nào trên bản đồ.
Như với các trò chơi chiến lược thời gian thực khác, các đơn vị khác nhau có những thuận lợi và bất lợi khi đối đầu với các đơn vị khác, và người chơi được khuyến khích dùng chung các loại đơn vị khác nhau để để giành chiến thắng.
Ví dụ, bộ binh cầm súng trường có khả năng nhanh chóng tiêu diệt các loại bộ binh khác, nhưng chúng rất dễ bị tổn thương bởi các phương tiện chiến đấu hạng nhẹ chống-bộ binh và phòng không như tăng hạng nhẹ và xe bọc thép, vốn là các đơn vị dễ bị tổn thương bởi xe tăng, mà chính chúng dễ bị tổn thương bởi bộ binh được trang bị tên lửa chống tăng và máy bay.
Khi đánh bại các đơn vị đối phương trong trận đánh, người chơi sẽ thu được điểm "kinh nghiệm", được sử dụng để mua "Generals Abilities," là khả năng đặc biệt để mở khóa các loại đơn vị mới, cải tiến cho các đơn vị cũ, thả hoặc tạo các nhóm đơn vị ở bất cứ đâu trên bản đồ.
Khi đánh bại đối phương hoặc chiếm giữ các tòa nhà, các đơn vị quân sẽ thăng cấp và trở nên mạnh mẽ hơn. Các đơn vị này tấn công nhanh hơn, nhiều máu hơn, và có thể tự sửa chữa.

### Phe
Mỗi ba phe phái trong game có một phong cách chơi phù hợp với phiên bản thực của họ.

#### Hoa Kỳ
Hoa Kỳ là phe sở hữu công nghệ tiên tiến nhất, và chiến đấu với sự kết hợp của các đơn vị mặt đất và lực lượng không quân một mạnh mẽ, linh hoạt. Lực lượng Hoa Kỳ dựa vào kỹ năng, tính cơ động, và công nghệ cao để đánh bại hỏa lực thô của Trung Quốc và chiến thuật du kích của GLA. Các tòa nhà của họ đều có khả năng tự sửa chữa lại nếu như bị tấn công sau một thời gian mà không cần đến "Construction Dozer". Xe mặt đất của họ có thể xây dựng các máy bay không người lái để hỗ trợ và sửa chữa trong chiến đấu, và quân đội và các loại xe của họ sử dụng rộng rãi công nghệ laser để dẫn hướng cho vũ khí và bảo vệ chống lại tấn công. Bộ binh Mỹ có một số khả năng đặc biệt, bao gồm lính bắn tỉa tàng hình tấn công tầm xa và một đặc công mạnh mẽ tên là Đại tá Burton với khả năng xoay quanh việc phá hủy và tàng hình. Mỹ cũng sở hữu lực lượng không quân lớn nhất trong game, bao gồm máy bay trực thăng vận tải "Chinook" và tấn công "Comanche", "Raptor", máy bay ném bom tốc độ cao "Aurora Bomber" và máy bay ném bom tàng hình F-117 Nighthawk. "Generals Abilities" của Mỹ xoay quanh hỏa lực không quân, bao gồm không kích bằng A-10 Thunderbolt II. Lực lượng của họ hoạt động tốt nhất trong việc kết hợp phương pháp tiếp cận, với sức mạnh không quân hỗ trợ xe tăng và pháo binh, trong đó bộ binh hỗ trợ, bảo vệ xe tăng và máy bay, cho phép họ đánh bại đối phương có số quân đông hơn nhưng ít đa dạng hơn.

#### Trung Quốc
Quân đội Trung Quốc phần lớn dựa vào sức mạnh thô và số lượng quân đông đảo, mà đỉnh cao là một loạt các xe tăng, thiết giáp mạnh mẽ và nặng nề, và có lực lượng không quân hạn chế dựa trên máy bay tiêm kích MiG đa chức năng. Trung Quốc tấn công trực tiếp và dùng sức mạnh tuyệt đối để đánh bại công nghệ của Mỹ và khả năng tàng hình của GLA. Xe tăng quân đội Trung Quốc giành được phần thưởng đặc biệt khi ở trong nhóm, và sử dụng rộng rãi công tác tuyên truyền (thụ động chữa thương) để hỗ trợ quân đội của họ. Trung Quốc có một loạt các loại xe và sở hữu lực lượng xe tăng lớn nhất trong game, bao gồm cả xe tăng chuyên ngành như xe tăng gắn súng phun lửa "Dragon" chống bộ binh, xe tăng siêu nặng "Overlord", và hai loại đơn vị pháo binh riêng biệt là pháo napalm "Inferno" và "Nuke Cannon". Lực lượng Trung Quốc cũng tận dụng súng liên thanh, hạt nhân, và vũ khí sử dụng bom napalm để tiêu diệt kẻ thù. Trung Quốc cũng lợi dụng công nghệ chiến tranh điện tử tiên tiến, bao gồm một hacker kiêm điệp viên được gọi là "Black Lotus", và vũ khí xung điện từ. Nuke Canon và Inferno Cannon của Trung Quốc là các đơn vị pháo binh bắn các loại đạn không thể bị chặn bởi bất cứ công trình phòng thủ nào.

#### GLA
Một tổ chức khủng bố ở Trung Đông và các quốc gia thuộc Liên Xô cũ, GLA ban đầu gây chiến tranh chống lại Trung Quốc để kiểm soát các khu vực trung tâm kinh tế Á châu.
Do gặp hoàn cảnh khó khăn về công nghệ, GLA có các phương tiện mặt đất tương đối yếu (mặc dù được đánh giá cao về tính cơ động) và hầu như không có lực lượng không quân nên thúc đẩy việc sử dụng các chiến thuật du kích như: gài mìn, đánh bom liều chết, cướp bóc, và phục kích.
GLA có rất nhiều loại bộ binh và xe các loại khác nhau để bù đắp bất lợi này, và có phạm vi các tùy chọn tàng hình. GLA cũng có một nền kinh tế rất mạnh, với nhiều kỹ thuật thu thập tài nguyên như tận dụng đống đổ nát, thu tiền bằng các đơn vị quân địch bị tiêu diệt, và xây dựng nhiều công trình "Black Marker" để mang lại một số tiền lớn theo thời gian. Ngoài ra, GLA là phe duy nhất trong game không cần năng lượng cho các công trình hoặc các đơn vị của họ, và bất kỳ công trình cung cấp năng lượng nào mà người chơi GLA chiếm được cũng sẽ tăng năng suất sản xuất. Các nâng cấp của GLA làm cho họ mạnh hơn khi trang bị đầy đủ, chuyển đổi một nhóm các đơn vị tương đối yếu thành một mối đe dọa đáng sợ hơn. GLA cũng là phe duy nhất có các công trình, đặc biệt là công trình phòng thủ có khả năng tự xây dựng lại qua thời gian, trừ khi hoàn toàn bị phá hủy, khiến khó gây thiệt hại cho GLA với một cú bắn từ vũ khí hoặc đơn vị.

### Công cụ tạo map World Builder
Generals cũng bao gồm một chương trình tạo map tên World Builder vốn chỉ dành riêng cho phiên bản PC. World Builder bao gồm các tính năng như:
- Một công cụ địa khai hóa.
- Một hệ thống dẫn đường thông minh, có thể phát hiện khi người chơi di chuyển.
- Một công cụ để phân tán thực vật xung quanh bản đồ.
- Điểm xuất phát và diện tích mà AI có thể sử dụng. Điểm xuất phát cũng xác định điểm khởi đầu cho người chơi trên bản đồ ở chế độ skirmish.
- Một hệ thống kịch bản cho các nhiệm vụ trong chiến dịch chơi đơn. Hệ thống kịch bản này là cơ bản nhưng đầy đủ. Tuy nhiên, nó bị chỉ trích vì thiếu khả năng về lập trình kịch bản bản đồ.

## Nhạc nền
Generals trình bày một số bài nhạc riêng biệt cho từng phe. Nhạc chủ đề của Mỹ mang chất điệu sử thi, quân đội được sáng tác bởi Bill Brown và Mikael Sandgren. Nhạc chủ đề của Trung Quốc mang chất điệu tận thế, dàn nhạc kết hợp với âm thanh thiết bị đo đạc của Đông Á. Nhạc chủ đề của GLA được mô tả như là một sự kết hợp của âm nhạc Trung Đông với âm thanh của nhạc rock nặng, tương tự như âm nhạc trong phim Black Hawk Down.

## Đánh giá
Sau khi được phát hành, chủ yếu là Generals nhận được nhận xét tích cực. Dựa trên 34 đánh giá, Metacritic cho nó một số điểm là 84/100  trong đó bao gồm một số điểm là 9.3/10 từ IGN . Game cũng đã nhận được Giải thưởng Game Chiến lược Thời Gian thực hay nhất của E3 2002. Một điểm đáng lưu ý rằng Generals là game đầu tiên của dòng Command & Conquer không có các đoạn video cắt cảnh để kể câu chuyện và nó cũng có giao diện và cơ cấu xây dựng căn cứ khác biệt với tất cả các game C&C RTS trước đó .

### Bị cấm ở Trung Quốc
Mặc dù game mô tả tích cực về Trung Quốc kể cả với bản mở rộng Zero Hour, game vẫn bị cấm ở Trung Quốc đại lục . Trong suốt màn chơi chiến dịch của Trung Quốc, người chơi đôi khi thực hiện các biện pháp nặng tay chẳng hạn như phá hủy Trung tâm Triển lãm Công ước của Hồng Kông sau khi nó trở thành một căn cứ GLA hoặc phá hủy đập Tam Hiệp để tạo một cơn lũ nhấn chìm lực lượng GLA. Lực lượng Trung Quốc cũng tự do sử dụng vũ khí hạt nhân trong trò chơi. Hơn nữa, trong phần mở đầu của trò chơi, Thiên An Môn và khu vực xung quanh nằm trong thủ đô Bắc Kinh bị phá hủy bởi vũ khí hạt nhân của GLA.

### Nội địa hóa ở Đức
Vào đầu năm 2003, một phiên bản tiếng Đức đã được phát hành tại Đức.
Do chiến tranh Iraq, tổ chức Bundesprüfstelle für jugendgefährdende Medien (Federal Department for Media Harmful to Young Persons) phát hành game thoảng 2 tháng sau khi phát hành chính thức, nói rằng các trò chơi sẽ được cung cấp cho người vị thành niên có khả năng cho cuộc chiến tranh sắp tới tại Iraq, trước khi chiến tranh thực sự bắt đầu. Ngoài ra người chơi có thể giết chết dân thường. Căn cứ vào hai điểm này mà BPjM nghĩ rằng nó tôn vinh chiến tranh.
Việc bán cho trẻ vị thành niên và việc tiếp thị của trò chơi đã bị cấm trên toàn Cộng hòa Liên bang Đức. Cũng trong cùng năm đó, EA phát hành một phiên bản mới gọi là "Command & Conquer: Generale", không có sự hiện diện của các phe phái ngoài thế giới thực hay quan hệ nào với khủng bố. Ví dụ, các đơn vị đánh bom tự sát đã được chuyển thành một quả bom đang rơi và tất cả bộ binh được đổi thành "người máy" tương tự như phiên bản trước đây của dòng Command & Conquer.

## Multiplayer
Game có thể chơi được cả trên internet và mạng LAN. Game thông qua một định dạng tương tự như chế độ skirmish, theo đó mục tiêu của bạn là để loại bỏ thành viên của nhóm khác. Game qua internet có thể được chọn ngẫu nhiên, dưới hình thức của một trận đấu nhanh. Người chơi cũng có thể chơi ở Custom Matches có số lượng người chơi, bản đồ và quy định là quyết định của người làm máy chủ. Một trong những quy định này giới hạn số lượng siêu vũ khí của mỗi người chơi.

## Command & Conquer: Generals - Zero Hour
Trong bản mở rộng của game gọi là Zero Hour, chiến dịch Hoa Kỳ liên quan đến việc triển khai liên tục các lực lượng Hoa Kỳ trong nhiều quốc gia như Kazakhstan để chống lại các lực lượng của GLA. Khi kết thúc chiến dịch Mỹ, GLA hầu như bị đánh bại và một phần lớn lực lượng của nó hoặc là bị bắt hoặc bỏ chạy. Các chiến dịch GLA diễn ra vào cuối chiến dịch Hoa Kỳ, nơi người chơi được lệnh phải khôi phục lại GLA. Trong suốt chiến dịch này, các GLA từ từ bắt đầu xây dựng lại lực lượng của họ để trỗi dậy ở Hoa Kỳ, và ăn cắp một loại vũ khí bệnh than thế hệ tiếp theo. Cuối cùng, GLA các phát triển đủ mạnh cho người chơi chỉ huy một cuộc tấn công vào bờ biển phía Tây của Hoa Kỳ. Điều này gây thiệt hại cho danh tiếng Mỹ và kết quả là Mỹ rút lui lực lượng từ châu Âu để tăng cường cho an ninh nội địa.
Trong chiến dịch cuối cùng của trò chơi, người chơi chỉ huy các lực lượng của Cộng hòa Nhân dân Trung Hoa giúp châu Âu đẩy lùi cuộc tấn công của GLA. Bằng cách sử dụng chiến thuật như chiến tranh xe tăng, chiến thuật tên lửa hạt nhân và nhiều hơn nữa, người chơi đã thành công trong việc đẩy lùi các cuộc tấn công của GLA trên đất châu Âu. Kết quả là, Trung Quốc trở thành một thế lực hùng mạnh của thế giới và người chơi được ca ngợi như một anh hùng của nhân dân Trung Quốc.